# John Hammond (producteur)
Pour les articles homonymes, voir John Hammond et Hammond.
John Henry Hammond, Jr.,ou John Henry Hammond II, né le 15 décembre 1910 à New York et mort le 10 juillet 1987 à New York, est un producteur de musique, musicien et critique de musique, des années 1930 aux années 1980. En tant que découvreur de talents, il est une des personnalités les plus importantes de la musique populaire des États-Unis d'Amérique au XXe siècle et plus particulièrement de la musique de jazz. Membre actif de la National Association for the Advancement of Coloured People (NAACP) il fut un militant de l'intégration raciale au sein de la musique. Découvreur multiface, il lance également des musiciens en dehors du jazz tels que Bob Dylan, Carolyn Hester (en) ou Bruce Springsteen.

## Biographie

### Jeunesse et formation
John Hammond est issu d'une famille aisée, il est le fils de John Henry Hammond I, à la tête d'un grand cabinet d'avocats new-yorkais, et d'Emily Vanderbilt Sloane Hammond (en) qui appartient à la famille Vanderbilt,. Il prend des cours de piano dès ses quatre ans, puis il se met au violon. Dès l'âge de 10 ans, étant exempt du racisme de la haute bourgeoisie, il se montre curieux du monde afro-américain et grâce aux domestiques afro-américains de sa famille, il découvre le blues et les débuts du jazz.  il flâne dans le quartier de Harlem pour acheter des disques des musiciens afro-américains. Lors d'un week end au lieu de se rendre à un cours de violon, il entre au The Harlem Alhambra pour écouter Bessie Smith, c'est une révélation. Pendant ses études à école préparatoire Hotchkiss School (en) de Lakeville dans le Connecticut, il passe ses temps libres dans les clubs de jazz et les speakeasys, il est souvent le seul blanc parmi les spectateurs. Définitivement conquis par la musique de jazz, il décide de vouer sa vie à la révélation du jazz et des jazzmen.  Puis il est admis à l'Université Yale de New Haven dans le Connecticut où il poursuit ses études musicales de violon et de violon alto. Atteint d'un hépatite il quitte Yale pour se rendre à New-York.

### Carrière
En 1930, il devient critique de musique pour la revue musicale britannique Melody Maker puis pour le magazine de jazz américain Downbeat,.
À ses 21 ans il emménage à Greenwich Village.
En 1931, lors de l'affaire des Scottsboro Boys, John Hammond, révolté par un procès biaisé par le racisme, organise un concert afin de lever des fonds pour les neuf accusés, y participent Benny Carter et Duke Ellington. Le 26 avril 1933, il écrit pour l’hebdomadaire The Nation une plaidoirie des neuf où il dénonce une justice viciée par les lois Jim Crow,.
En 1933, il fait enregistrer le premier disque de Billie Holiday, alors qu'elle n'a que seize ans.
En 1935, il devient membre du bureau de la National Association for the Advancement of Coloured People (NAACP),.
En 1938 et 1939, il introduit le jazz, le blues, le gospel et le boogie-woogie dans un des temples de la musique classique, le Carnegie Hall de New York, en organisant les concerts From Spirituals to Swing avec Benny Goodman, Count Basie, Rosetta Tharpe, Big Bill Broonzy et le Golden Gate Quartet.
John Hammond concourt à la création de formations de jazz déségrégués en convainquant Benny Goodman d'embaucher des musiciens afro-américains comme le pianiste Teddy Wilson, le batteur Gene Krupa et Fletcher Henderson qui devient son arrangeur. Plus tard viendront s'ajouter, autour de Benny Goodman, d'autres musiciens afro-américains : le vibraphoniste Lionel Hampton, le guitariste Charlie Christian, etc.

### Vie privée
En 1941, il épouse Jemison “Jemy” McBride, après avoir eu trois enfants dont le futur bluesman John P. Hammond, le couple divorce en 1948.
En 1950, il épouse Esme Sarnoff, le couple restera uni jusqu'au décès d'Esme en 1986
John Hammond  repose au Vanderbilt Family Cemetery and Mausoleum de New Dorp, Staten Island (en), dans l'état de New York.

## Artistes découverts
- Count Basie
- George Benson
- Mike Bloomfield
- Benny Carter
- Charlie Christian
- Leonard Cohen
- Bob Dylan
- Aretha Franklin
- Benny Goodman
- Lionel Hampton
- Fletcher Henderson
- Carolyn Hester
- Billie Holiday
- Duke Jordan
- Meade Lux Lewis
- Babatunde Olatunji
- Pete Seeger
- Bruce Springsteen
- Big Joe Turner
- Stevie Ray Vaughan
- Teddy Wilson

## Dans la culture populaire
Il est incarné par Tate Donovan dans le film biographique sur Aretha Franklin, Respect (2021) de Liesl Tommy.